# Pretty Yende

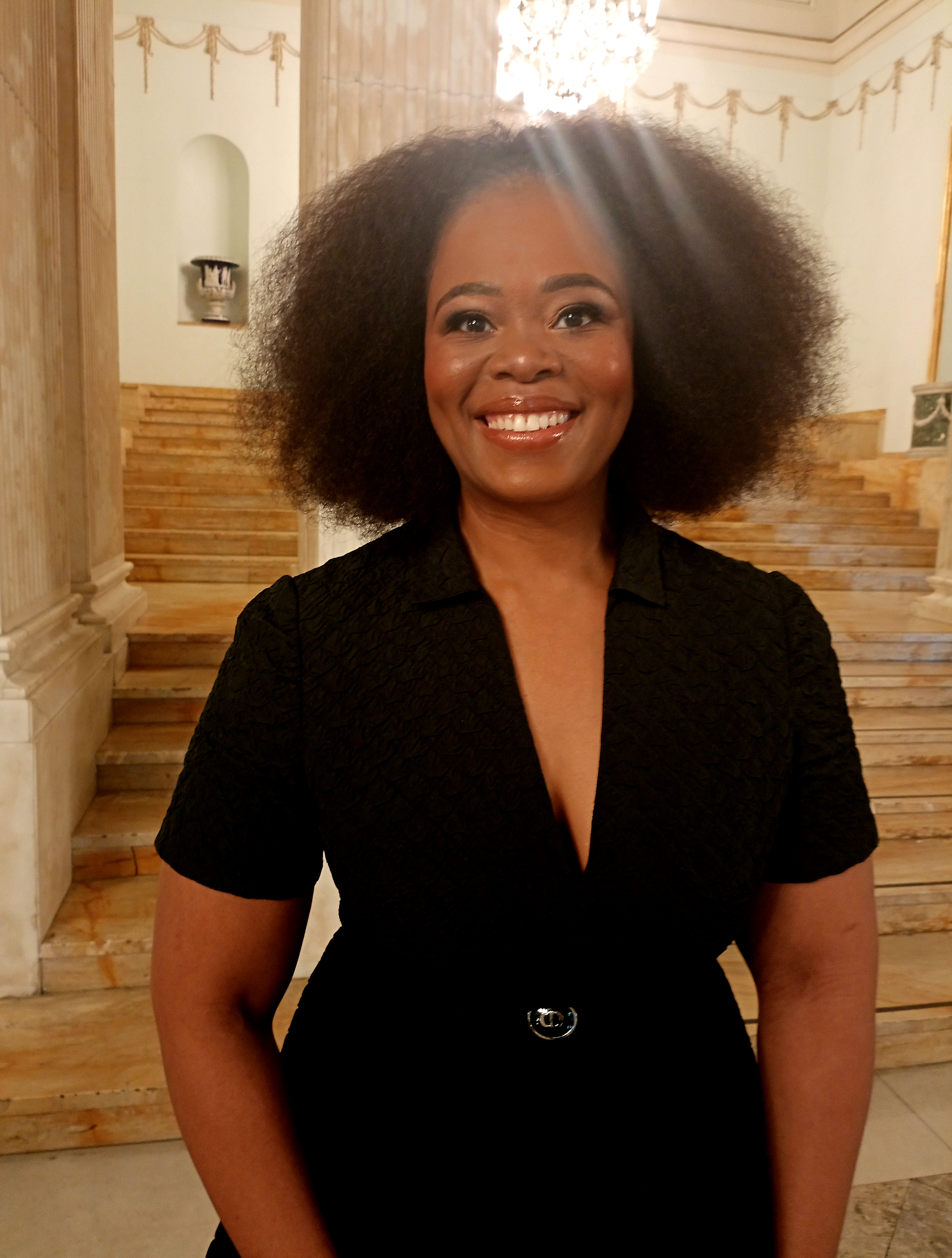
Pretty Yende, Teatro San Carlo (2025)

Pretty Yende (geboren am 6. März 1985 in Piet Retief) ist eine südafrikanische Opernsängerin (Sopran).

## Leben
Yende studierte am South African College of Music, Opera School, der Universität Kapstadt und trat dort bereits unter anderem als Fiordiligi, Contessa und als Magda in Puccinis La rondine auf. Yende studierte ferner an der Accademia Teatro alla Scala, Milano. Internationale Aufmerksamkeit erregte sie erstmals im Jahr 2009, als sie in allen Kategorien des Internationalen Belvedere-Gesangswettbewerbs in Wien den ersten Platz belegte.
2010 hatte sie ihr Europa-Debüt in Riga als Micaëla in Bizets Carmen. In Mantua sang sie La musica in Monteverdis L’Orfeo, in Berlin und Oslo in Porgy and Bess von George Gershwin. Es folgten bejubelte Auftritte im Teatro alla Scala in Mailand als Berenice in Rossinis L’occasione fa il ladro, als Barbarina, Norina und 2012 als Musetta. Im Januar 2013 debütierte Pretty Yende mit sensationellem Erfolg an der Metropolitan Opera in New York als Comtesse Adèle in Rossinis Le comte Ory an der Seite von Juan Diego Flórez. Bejubelt wurde Yende in dieser Rolle auch 2013 im Theater an der Wien, als sie für die erkrankte Cecilia Bartoli einsprang. In der Spielzeit 2013/14 debütierte sie als Micaela in Bizets Carmen an der Los Angeles Opera und als Fiorilla in Rossinis Il turco in Italia an der Hamburgischen Staatsoper. 2014 kehrte sie als Pamina an die Met zurück. Im Jahr 2015 war Yende als Rosina an der Den Norske Opera, als Norina am Gran Teatre del Liceu in Barcelona und als Adina in Donizettis L’elisir d’amore an der Seite von Vittorio Grigolo an der Staatsoper im Schiller Theater in Berlin zu erleben. Zum Jahreswechsel übernahm sie die Pamina am Grand Théâtre de Genève. 2016 debütierte sie als Rosina an der Opéra National de Paris, als Elvira in Bellinis I puritani an der Oper Zürich und als Amira in der selten gespielten Oper Ciro in Babilonia beim Rossini Opera Festival in Pesaro.
In einer konzertanten Aufführung in Kapstadt debütierte Yende 2013 als Donizettis Lucia di Lammermoor, eine Rolle, die sie danach im Februar 2015 szenisch an der Deutschen Oper Berlin an der Seite von Joseph Calleja sang. Sie bestritt außerdem eine Reihe von Konzerten in Bad Kissingen, Düsseldorf, Turin, Riga und im Royal Opera House von Maskat im Oman. 2014 debütierte sie mit Recitals in der New Yorker Carnegie Hall und im Kennedy Center von Washington. Im April 2015 sang sie gemeinsam mit dem südafrikanischen Tenor Johan Botha im Wiener Konzerthaus bei einem Benefizkonzert zugunsten des Nelson Mandela Children’s Hospital und im Oktober desselben Jahres ebendort gemeinsam mit Juan Diego Flórez ein Arien- und Duettprogramm. Anlässlich des südafrikanischen Human Rights Day gab sie am 21. März 2016 gemeinsam mit ihrem Schulfreund, dem Tenor Sunnyboy Dladla, ein Galakonzert in der Cape Town Opera mit Werken des Belcanto. Im April 2016 gab sie einen weiteren Belcanto-Abend, diesmal in Johannesburg mit dem jungen Tenor Levy Sekgapane.
An der Met war sie in einer Reihe weiterer Rollen zu sehen und zu hören – in der Spielzeit 2016/17 als Rosina im Barbiere di Siviglia und als Juliette in Gounods Roméo et Juliette sowie 2018 in L’elisir d’amore. An der Wiener Staatsoper debütierte Yende im September 2020 in L’elisir d’amore; eine Premiere von La Traviata am 7. März 2021 fand wegen der Maßnahmen zur Bekämpfung der Covid-19-Pandemie vor leerem Haus statt und wurde lediglich im Fernsehen übertragen, so erneut am 11. Dezember 2021 bei 3sat, und über das Internet gestreamt. Im März 2023 gab Yende ihr Debüt als Gilda in Rigoletto an der Hamburgischen Staatsoper. Am 6. Mai 2023 sang sie Sacred Fire von Sarah Class bei der Krönung von Charles III.
Yende lebt in Mailand und studiert weiterhin bei Mariella Devia.

## Zitat
„Grundsätzlich: Die schlechten Zeiten für die schwarze Bevölkerung haben Jahrhunderte angedauert, und die guten sind noch nicht so lange da. Es wird Zeit brauchen, bis sich die Verhältnisse der Weißen und Schwarzen angeglichen haben. Aber es wird besser. Südafrika muss permanent an sich arbeiten, muss sich weiterentwickeln, das ist das Vermächtnis von Nelson Mandela. Aber die Wunden aus der Vergangenheit verschwinden nicht von selbst, denn sie sind tief.“

## Rollen
| Bellini: - Elvira in I puritani - Amina in La sonnambula Bizet: - Micaëla in Carmen - Leïla in Les pêcheurs de perles Donizetti: - Adina in L’elisir d’amore - Titelpartie in Lucia di Lammermoor - Norina in Don Pasquale - Marie in La fille du régiment Jules Massenet: - Titelrolle in Manon Mozart: - Susanna und Barberina in Le nozze di Figaro - Pamina in Die Zauberflöte |  | Puccini: - Musetta in La Bohème Rossini: - Amira in Ciro in Babilonia - Berenice in L’occasione fa il ladro - Elvira in L’italiana in Algeri - Fiorilla in Il turco in Italia - Rosina in Il barbiere di Siviglia - Contessa di Folleville in Il viaggio a Reims - Comtesse Adèle de Formoutiers in Le comte Ory Verdi: - Violetta in La Traviata - Gilda in Rigoletto Offenbach: - Olympia/Giulietta/Antonia/Stella in Les contes d’Hoffmann |

## Auszeichnungen
- 2009: Erster Preis in allen vier Kategorien beim Internationalen Hans-Gabor-Belvedere-Gesangswettbewerb[10]
- 2009: Erster Preis bei der Montserrat Caballé Singing Competition[11]
- 2010: Erster Preis, Vincenzo Bellini International Competition[1]
- 2011: Erster Preis, Zarzuela-Preis und Publikumspreis bei Plácido Domingo’s Operalia Competition[12]
- 2011: Siola d’oro (dt.: Die Goldene Schwalbe) der Stadt Gatteo[13]
- 2013: Order of Ikhamanga in Silber[14]
- 2014: Nominierung als beste Nachwuchssängerin beim International Opera Awards 2014[15]
- 2017: Echo Klassik (Nachwuchskünstler des Jahres)
- 2018: International Opera Awards 2018 – Reader’s Award, verliehen vom Opera Magazine[16]